# Jean-Louis du Bruelh
Jean-Louis du  Bruelh (mort à la fin de 1674 ou au début de 1675) est un ecclésiastique qui fut  évêque désigné d'Elne-Perpignan de 1673/1674 à  1674/1675.

## Biographie
Jean-Louis du Bruelh né au château de Caylus, est le fils Bertrand du Bruelh, lieutenant du roi à Perpignan et de Françoise de Maritan, fille d'un conseiller du roi trésorier de Villefranche-de-Rouergue. Son frère Sylvestre du Bruelh est maréchal de camp des armées du roi.
Nommé « Inquisiteur de la Foi » du comté de Roussillon par le pape Clément IX en 1668, il est désigné après le décès de Vincent de Margarit de Biure, comme évêque d'Elne par la monarchie française à la fin de 1673 ou au début de 1674 mais il meurt à la fin de 1674 ou au début de 1675 sans avoir reçu ses bulles pontificales de confirmation. Il est remplacé dès octobre 1675 lors de la nomination de Jean-Baptiste d'Étampes .